# Adam Namouchi
Adam Namouchi (in arabo آدم نموشي‎?; Cento, 23 aprile 1999) è un artista marziale tunisino naturalizzato italiano campione d’Africa di jujitsu - fighting system -62 kg.

## Biografia
Inizia a praticare lo jujitsu nella palestra di Pieve di Cento nel 2005 sotto la guida del maestro Michele Vallieri. Ottiene la cintura nera 1º dan nel 2010 ed il 2º nel 2015. Entra a far parte della nazionale giovanile di Jūjutsu nel 2017 nella categoria jiu Jitsu -62 kg per vestire la maglia azzurra ai campionati mondiali juniores di Atene.

## Risultati sportivi

### Trofei nazionali per club
- Coppa Italia 2017 -  Agrigento
  -  Oro jiu jitsu
  -  Argento fighting system

### Trofei internazionali per club
- German Open 2016 -  Gelsenkirchen
  -  Bronzo fighting system
- German Open 2017 -  Gelsenkirchen
  -  Bronzo jiu jitsu
- German Open 2018 -  Gelsenkirchen
  - 7º posto fighting system -62 kg
- Paris Open 2018 -  Parigi
  - 9º posto fighting system -62 kg
  - 13º posto jiu jitsu -62 kg
- Italian Open 2018 -  Bologna
  -  Argento fighting system -62 kg
  -  Bronzo jiu jitsu - 62 kg
- Balkan Open 2018 -  Atene
  -  Argento jiu jitsu -62 kg

### Campionati per nazioni
- Campionati d'Africa 2019 -  Marrakech
  -  Oro fighting system -62 kg
  -  Argento jiu jitsu -62 kg